# Anna von Henneberg

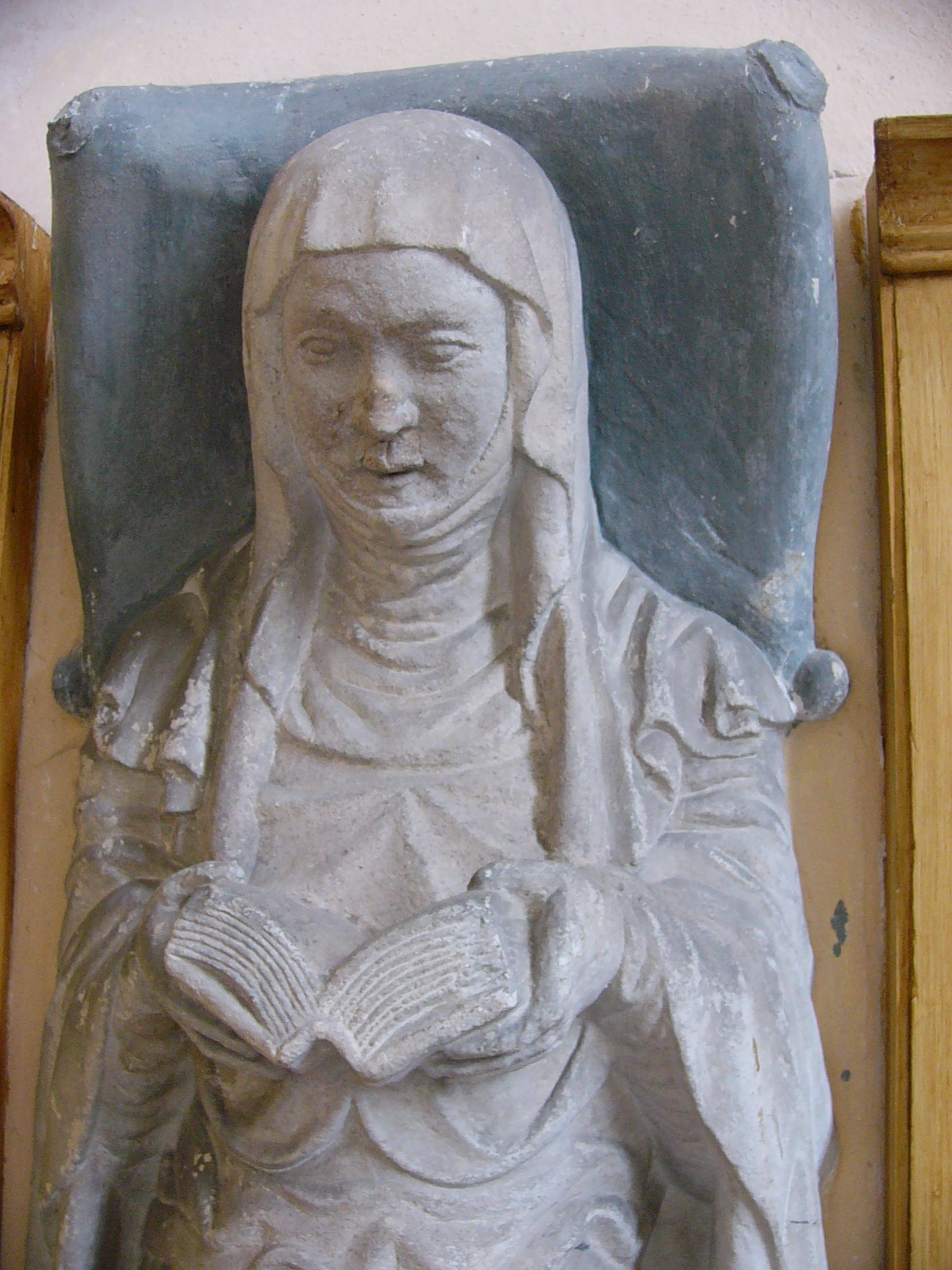
Grabplatte der Anna von Henneberg

Anna von Henneberg († um 1363) war Äbtissin des Klosters Sonnefeld.

## Leben
Anna stammte aus der Familie von Henneberg. Sie kam 1353 in jungem Alter in das Kloster. Man bezeichnete sie als zweite Klostergründerin (secunda fundatrix), weil sie dem Kloster zu einer Blütezeit verhalf. Beigetragen dazu hat ihre wertvolle Mitgift, zu der Weinberge in Nüdlingen und Nassach gehörten. Sie starb bereits im Alter von etwa 18 Jahren.

## Grabplatte
An sie erinnert eines der wenigen aus der Klosterzeit erhaltenen Steindenkmäler. Sie ist in leicht geschwungener Haltung als Nonne abgebildet. Sie steht auf einem Löwen, in den Händen das Brevier haltend, unten zwei Wappen. Das Grabmal weist in der Art seiner Ausführung auf den Wolfskeelmeister hin.